# Fumana oligosperma
Fumana oligosperma är en solvändeväxtart som beskrevs av Pierre Edmond Boissier och Ky.. Fumana oligosperma ingår i släktet barrsolvändor, och familjen solvändeväxter. Inga underarter finns listade i Catalogue of Life.